# Compsodes delicatulus
Compsodes delicatulus är en kackerlacksart som först beskrevs av Henri Saussure och Leo Zehntner 1894.  Compsodes delicatulus ingår i släktet Compsodes och familjen Polyphagidae.
Artens utbredningsområde är Guatemala. Inga underarter finns listade i Catalogue of Life.